# Yosepha Alomang
Yosepha Alomang (Mama Yosepha) é uma activista da província indonésia de Papua, um dos lugares com maior diversidade biológica do planeta.
Ela recebeu o Prémio Ambiental Goldman em 2001 pelos seus esforços em organizar a sua comunidade para resistir às práticas de mineração da empresa Freeport-McMoRan ao longo de três décadas, que destruíram florestas tropicais, poluíram rios e deixaram comunidades deslocadas.